# Humildade
Humildade (do latim humilitas) é a virtude que consiste em conhecer as suas próprias limitações e fraquezas e agir de acordo com essa consciência. Refere-se à qualidade daqueles que não tentam se projetar sobre as outras pessoas, nem mostrar ser superior a elas. A Humildade é considerada pela maioria das pessoas como a virtude que dá o sentimento exato do nosso bom senso ao nos avaliarmos em relação às outras pessoas. Características como cordialidade, respeito, simplicidade e honestidade, embora sejam frequentemente associadas à humildade, são independentes. Portanto, quem as possui não precisa necessariamente ser humilde.
Muito confundida com a Modéstia, sendo esta o sentimento de velar-se quanto às qualidades intelectuais e morais (em oposição a um exibicionismo vaidoso). Diz-se que a humildade é uma virtude de quem é humilde; quem se vangloria mostra simplesmente que humildade lhe falta. É nessa posição que talvez se situe a humilde confissão de Albert Einstein quando reconhece que “por detrás da matéria há algo de inexplicável”.
Uma das caraterísticas de Jesus Cristo foi a humildade, pois a Bíblia diz que Ele "sendo em forma de Deus, não teve por usurpação ser igual a Deus, mas esvaziou-se a si mesmo, tomando a forma de servo, fazendo-se semelhante aos homens; e, achado na forma de homem, humilhou-se a si mesmo, sendo obediente até à morte, e morte de cruz" (Filipenses 2:6-8).
As religiões tendem a associar a humildade ao reconhecimento da superioridade divina. Todos os seres humanos são iguais aos olhos de Deus, devendo agir e comportar-se como tal. Porem somente a religião, não define o assunto humildade ou o que é ser humilde.
- Para o budismo, a humildade é a consciência que se tem do caminho a levar para se libertar do sofrimento.
- Do ponto de vista da filosofia, Immanuel Kant afirma que a humildade é a virtude central da vida, uma vez que dá uma perspectiva apropriada da moral.
- Para Friedrich Nietzsche, em contrapartida, a humildade é uma falsa virtude que dissimula as desilusões que uma pessoa esconde dentro de si.

Para além das diferenças em termos de conceito, as pessoas partilham da mesma visão sobre a humildade como sendo a característica que levam as pessoas a realizarem uma acção sem proclamar os seus resultados. Suponhamos, por exemplo, que um homem joga bem futebol e que é humilde, este não deverá apresentar-se aos outros na qualidade de “melhor jogador” nem como sendo “o jogador que sempre marcou a diferença graças ao seu talento”.

Humildade também não significa ter de se rebaixar para as outras pessoas, mas sim reconhecer ou admitir as suas falhas.